# Irlande (pays)
Cet article concerne l'État souverain. Pour l'île dont il occupe la majeure partie, voir Irlande (île). Pour le pays constitutif du Royaume-Uni, voir Irlande du Nord. Pour les autres significations, voir Irlande.
« République d'Irlande » redirige ici. Pour les autres significations, voir République irlandaise.
Ne doit pas être confondu avec l'Islande.
Irlande
(ga) Éire 
(en) Ireland 
L'Irlande (/iʁ.lɑ̃d/  ; en irlandais : Éire /ˈeːɾʲə/  ; en anglais : Ireland /ˈaɪəɹ.lənd/ ), également connue sous le nom de république d'Irlande (en irlandais : Poblacht na hÉireann ; en anglais : Republic of Ireland), est un État souverain d'Europe de l'Ouest, ou selon d'autres définitions, du Nord. Il est constitué de vingt-six des trente-deux comtés de l'île d'Irlande. La capitale et la plus grande ville est Dublin, située dans l'est de l'île.
La population, estimée à environ 5 millions d'habitants en 2021, réside à 40 % dans la région du Grand Dublin. L'État souverain partage sa seule frontière terrestre avec l'Irlande du Nord, qui fait partie du Royaume-Uni. Situé dans les îles Britanniques, il est par ailleurs entouré par l'océan Atlantique, avec la mer Celtique au sud, le canal Saint-Georges au sud-est et la mer d'Irlande à l'est, qui la sépare de la Grande-Bretagne.
L'Irlande est une république unitaire et parlementaire. Sa législature, le Parlement national (Oireachtas), se compose d'une chambre haute, le Sénat d'Irlande (Seanad Éireann), d'une chambre basse, l'Assemblée d'Irlande (Dáil Éireann), et d'un président élu (Uachtarán) qui sert de chef d'État avec un rôle en grande partie cérémoniel, tout en ayant des pouvoirs et des devoirs importants. Le chef du gouvernement est le Premier ministre (Taoiseach), qui est élu par l'Assemblée et nommé par le président. Le Premier ministre nomme à son tour les autres ministres du gouvernement.
L'État libre d'Irlande a été créé, avec le statut de dominion, en 1922 à la suite du traité anglo-irlandais. En 1937, une nouvelle constitution a été adoptée, dans laquelle l'État a été nommé « Irlande » et est effectivement devenu une république, avec un président non exécutif élu. Elle a été officiellement déclarée république en 1949, à la suite de l'entrée en vigueur de la loi sur la république d'Irlande de 1948. L'Irlande est devenue membre de l'Organisation des Nations unies en décembre 1955. Elle a rejoint les Communautés européennes (préfigurant l'Union européenne) en 1973.
L'État n'a eu aucune relation formelle avec l'Irlande du Nord pendant la majeure partie du XXe siècle, mais au cours des années 1980 et 1990, les gouvernements britannique et irlandais ont travaillé avec les partis politiques d'Irlande du Nord pour mettre fin aux « troubles ». Depuis la signature de l'accord du Vendredi saint en 1998, le gouvernement irlandais et l'Exécutif d'Irlande du Nord ont coopéré dans un certain nombre de domaines politiques, dans le cadre du Conseil ministériel Nord/Sud créé par l'accord.
Dublin constitue l'un des principaux centres financiers d'Europe. L'Irlande se classe parmi les dix pays les plus riches du monde en termes de produit intérieur brut par habitant, bien que cela ait été partiellement attribué aux distorsions causées par les pratiques d'inversion fiscale de diverses multinationales opérant en Irlande. À partir de 2017, un revenu national brut modifié a été adopté par la Banque centrale d'Irlande, car l'écart type était considéré comme trop déformé pour mesurer ou représenter avec précision l'économie irlandaise.
Après avoir rejoint les Communautés européennes, le gouvernement irlandais a pratiqué une série de politiques économiques libérales qui ont entraîné une forte croissance économique entre 1995 et 2007, aujourd'hui connue sous le nom de la période du Tigre celtique, avant son arrêt ultérieur pendant la Grande Récession. En tant que pays développé, l'Irlande possède une qualité de vie parmi les meilleures au monde, et elle obtient de bons résultats dans plusieurs indicateurs de performances nationales, comme les soins de santé, la liberté économique et la liberté de la presse.
L'Irlande est membre de l'Union européenne, de la zone euro, du Conseil de l'Europe et de l'OCDE. Le gouvernement irlandais a suivi une politique de neutralité militaire par non-alignement, depuis la veille de la Seconde Guerre mondiale. Par conséquent, le pays n'est pas membre de l'OTAN, bien qu'il soit membre du Partenariat pour la paix et de certains aspects de la CSP.

## Toponymie
Selon la Constitution de 1937, le nom officiel de l'État est simplement « Irlande » (Éire en irlandais et Ireland en anglais).
Depuis l'entrée en vigueur de la loi sur la république d'Irlande en 1949, la « désignation officielle » de l'État (au sens de l'organisation politique du pays) est « république d'Irlande » (Poblacht na hÉireann en irlandais ou Republic of Ireland en anglais), mais le nom de l'État (au sens de sujet de droit international) reste « Irlande ». Ainsi, par exemple, le chef d'État porte le titre de président de l'Irlande et non pas de président de la république d'Irlande. En outre, les sources toponymiques francophones indiquent bien que la forme longue (ou officielle) du pays est « Irlande »,,, ce qui est confirmé par les versions françaises des traités européens dont l'Irlande fait partie.
L'appellation « République irlandaise » (Irish Republic) est le nom de la république autoproclamée le 21 janvier 1919. Entre 1922 (sortie du Royaume-Uni) et 1937, l'État portait le nom officiel d'État libre d'Irlande (Saorstát Éireann en irlandais, Irish Free State en anglais).
Chaque État de l'Union européenne porte un nom propre dans chacune des langues officielles. Le nom de l'État est donc « Éire » en irlandais, « Ireland » en anglais et « Irlande » en français. Mais les appellations « Poblacht na hÉireann », « Republic of Ireland » ou « république d’Irlande », n'ont aucun caractère officiel pour l'Union.

## Géographie

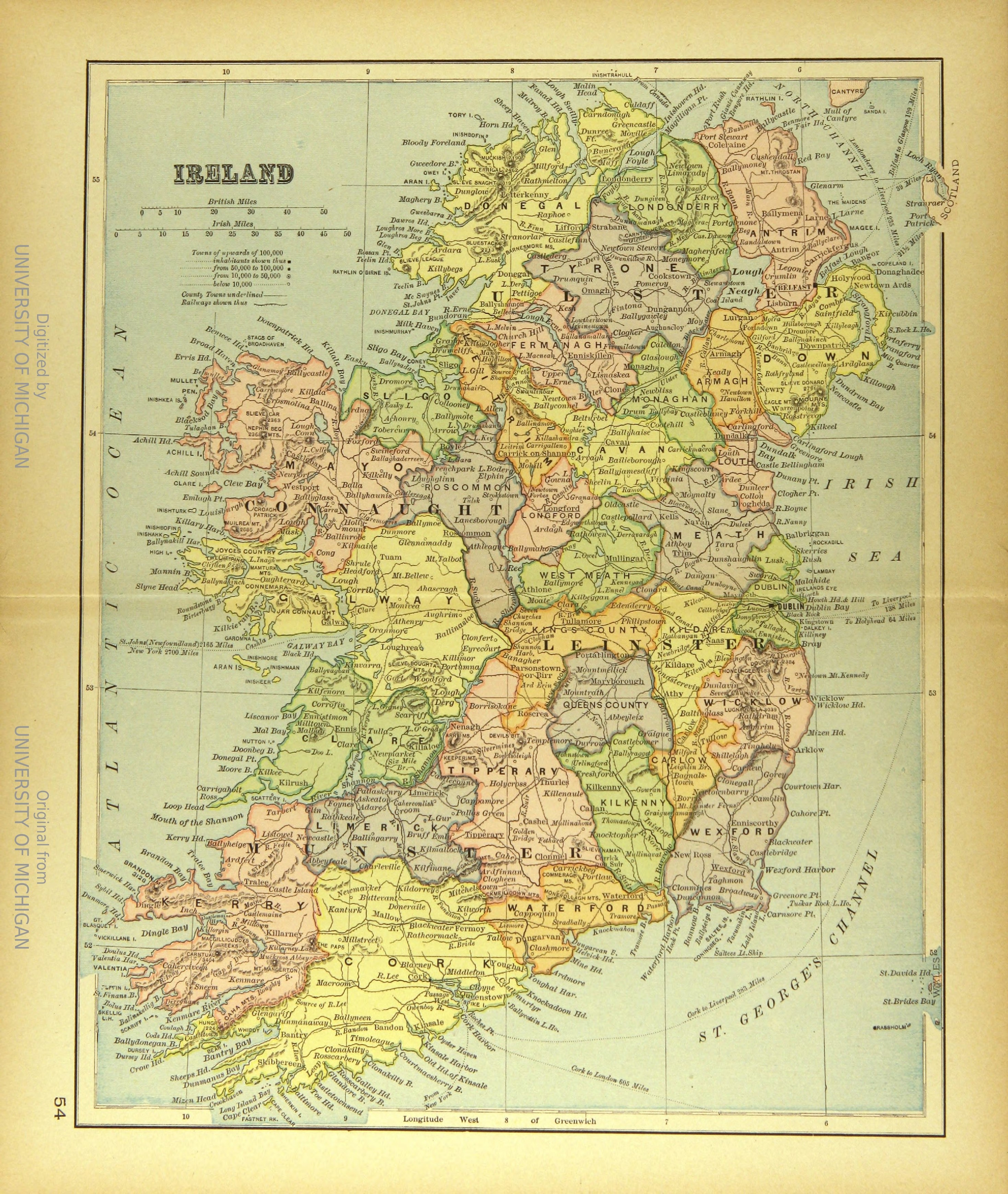
Carte de l'Irlande avant la partition.

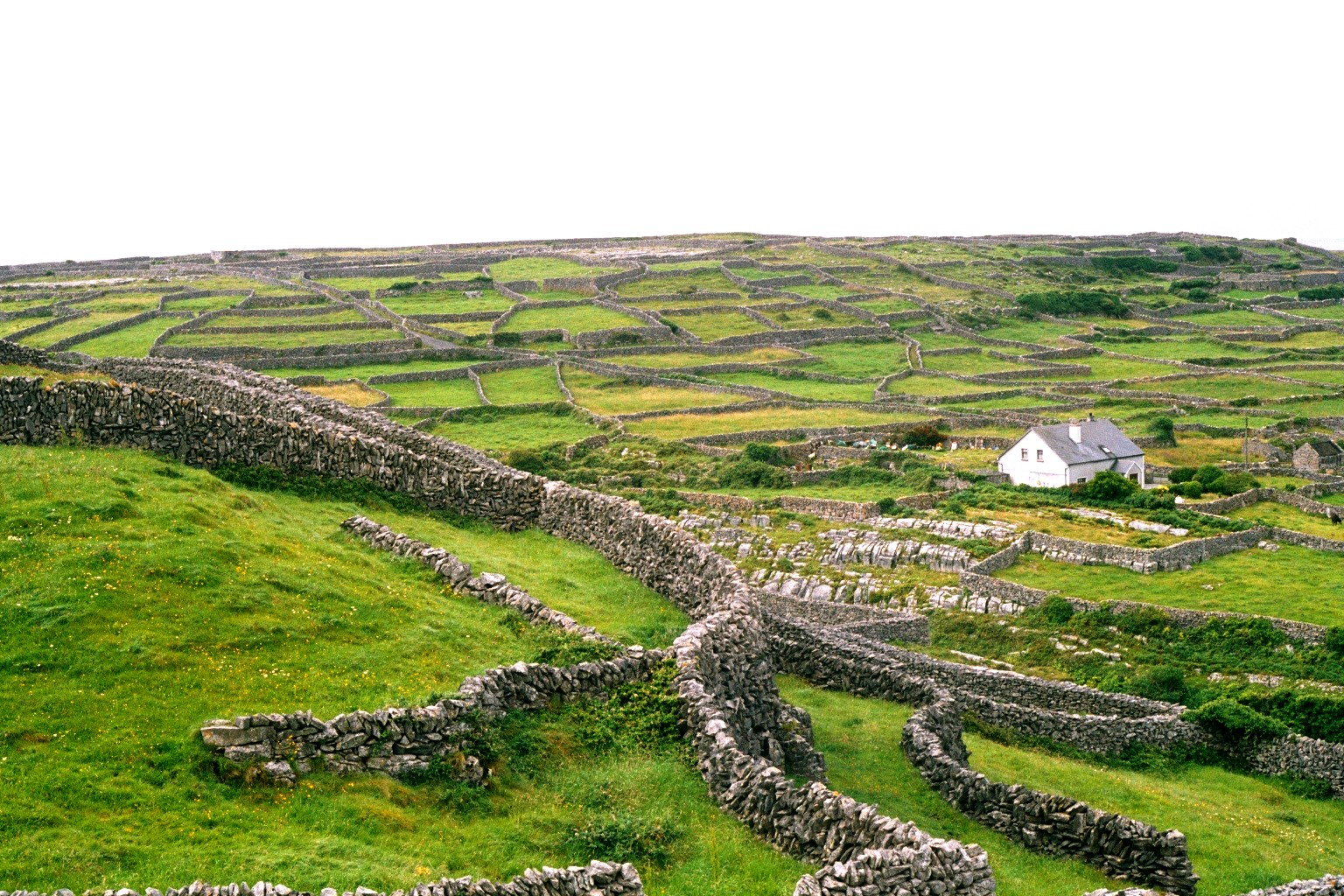
Îles d'Aran.

L'Irlande est située sur l'île éponyme, au nord-ouest du continent européen dans l'océan Atlantique nord. Elle s'étend sur plus de 85 % de la superficie de l'île, soit 70 273 km2 (l'Irlande du Nord, au nord-est de l'île, est elle sous souveraineté britannique). Le pays est divisé en vingt-six comtés.
La capitale de l'Irlande est Dublin, mais d'autres villes possèdent une certaine notoriété[évasif] : Galway, Cork, Waterford et Limerick.

### Localisation et frontières
Le territoire irlandais se situe par 53° 20' 36" Nord (au château de Dublin), soit à peu près à la même latitude que Goose Bay dans la province canadienne de Terre-Neuve-et-Labrador, et 6° 16' 03" Ouest, soit à peu près à la longitude de Rabat au Maroc.
| Groenland, à 2 805 km | Irlande du Nord, à 140 km | Norvège, à 1 265 km   |
| Canada, à 4 900 km    | Irlande                   | Royaume-Uni, à 463 km |
| Venezuela, à 7 110 km | Portugal, à 1 637 km      | France, à 787 km      |

Les frontières de l'État d'Irlande sont maritimes à l'exception de celle traversant l'île sur 500 km et séparant l'Irlande du Nord, membre du Royaume-Uni, de l'Irlande du Sud.

### Topographie et hydrographie
La morphologie de l'île comprend une plaine centrale entourée de montagnes et de collines, particulièrement dans le Donegal et le Wicklow. Mais les sommets les plus hauts se trouvent au sud-ouest avec les Macgillycuddy's Reeks qui comprend le point culminant du pays, le Carrauntuohil avec ses 1 038 mètres.
Les paysages sont faits de tourbières, de lacs et de rivières. L'Irlande possède d'ailleurs dans la totalité de son cours, le plus long fleuve des îles Britanniques (appelées ici îles Anglo-Celtes) : le Shannon, qui parcourt 386 km du nord au sud-ouest avant de se jeter dans l'océan Atlantique. Deux autres cours d'eau sont également particulièrement importants : la Barrow et la Blackwater.
Au sud-ouest, les falaises de Moher surplombent l'océan Atlantique. Non loin de là, les îles d'Aran font face à la baie de Galway. À l'est du pays, au nord de Dublin, le rivage est assez plat. Mais tout autour de l'île s'étendent de nombreuses plages de sable fin.

### Climat
Le climat est de type tempéré océanique, ou Cfb selon le système de classification de climat de Köppen. Les étés sont généralement doux, la température ne dépassant que très rarement les 25 °C.
Les hivers sont frais et pluvieux. Les températures minimales ne descendent qu'exceptionnellement en dessous de 0 °C.
Le Centre et l'Est de l'île connaissent des températures un peu plus basses en hiver que l'Ouest du pays, qui bénéficie énormément de l'effet du Gulf Stream. À Dublin, les mois les plus frais sont janvier et février des moyennes de 3 °C pour les minimales et de 8 °C pour les maximales ; en été, les températures moyennes oscillent entre 12 °C pour les minimales et 19 °C pour les maximales. Les précipitations sont assez importantes (733 mm de précipitations annuelles en moyenne à Dublin). Elles tombent rarement sous forme de neige (quatre jours de neige par an en moyenne à Dublin).
Les écarts de température dans une même journée sont faibles : il n'est pas rare que la température soit constante du matin au soir, ce qui contraste avec les brusques changements de temps durant les saisons intermédiaires (printemps et automne), au cours desquelles la rapidité d'évolution du temps est étonnante avec des épisodes de « giboulées » très fréquents.
| Mois                              | jan. | fév. | mars | avril | mai  | juin | jui. | août | sep. | oct. | nov. | déc.  | année |
| --------------------------------- | ---- | ---- | ---- | ----- | ---- | ---- | ---- | ---- | ---- | ---- | ---- | ----- | ----- |
| Température minimale moyenne (°C) | 2,5  | 2,5  | 3,1  | 4,4   | 6,8  | 9,6  | 11,4 | 11,1 | 9,6  | 7,6  | 4,2  | 3,4   | 6,4   |
| Température moyenne (°C)          | 5    | 5    | 6,3  | 7,9   | 10,5 | 13,4 | 15,1 | 14,9 | 13,1 | 10,6 | 7    | 5,9   | 9,6   |
| Température maximale moyenne (°C) | 7,6  | 7,5  | 9,5  | 11,4  | 14,2 | 17,2 | 18,9 | 18,6 | 16,6 | 13,7 | 9,8  | 8,4   | 12,8  |
| Record de froid (°C)              | −9,4 | −6,2 | −6,7 | −3,7  | −1   | 1,5  | 4,8  | 4,1  | 1,7  | −0,6 | −3,4 | −12,2 | −12,2 |
| Record de chaleur (°C)            | 16,6 | 15,3 | 21,3 | 20,5  | 23,4 | 25,1 | 27,6 | 28,7 | 23,9 | 21,2 | 18   | 16,2  | 28,7  |
| Précipitations (mm)               | 70   | 50   | 54   | 51    | 55   | 56   | 50   | 71   | 66   | 70   | 64   | 76    | 733   |

| Diagramme climatique                                  |          |          |           |           |           |            |            |           |           |          |          |
| J                                                     | F        | M        | A         | M         | J         | J          | A          | S         | O         | N        | D        |
| 7,62,570                                              | 7,52,550 | 9,53,154 | 11,44,451 | 14,26,855 | 17,29,656 | 18,911,450 | 18,611,171 | 16,69,666 | 13,77,670 | 9,84,264 | 8,43,476 |
| Moyennes : • Temp. maxi et mini °C • Précipitation mm |          |          |           |           |           |            |            |           |           |          |          |

### Environnement
Le jour du dépassement (date de l’année à partir de laquelle l’humanité est supposée avoir consommé l’ensemble des ressources que la planète est capable de régénérer en un an) de l'Irlande est en 2019 le 27 avril. L'Irlande est l'un des pays dont la consommation dépasse le plus les capacités de la planète.

#### Réseau européen Natura 2000
Le réseau Natura 2000 rassemble des sites naturels ou semi-naturels de l'Union européenne ayant une grande valeur patrimoniale, par la faune et la flore exceptionnelles qu'ils contiennent.
En décembre 2018, l'Irlande comptait 604 sites dont :
- 165 zones de protection spéciale (ZPS) pour les oiseaux sur une superficie de 5 895 km2 ;
- 439 zones spéciales de conservation (ZSC) (dont les pSIC, SIC) pour les habitats et les espèces sur une superficie de 16 950 km2.

La superficie totale est de 19 486 km2, ce qui représente 13,1 % de la surface terrestre et marine du territoire de l'Irlande.

### Transports
Cherbourg est devenu le premier port irlandais de France, tant en fret qu’en passagers, avec en moyenne et en tout, une douzaine de rotations chaque semaine et les statistiques montrent que plus d’Irlandais que de Français font la traversée, et surtout entre Pâques et la mi-octobre. Ainsi, Cherbourg concentre depuis 2023 environ 57 % du trafic maritime depuis la France. Les connexions se développent plus généralement sur les axes Cherbourg-Rosslare, Roscoff-Cork, Cherbourg-Dublin, Dunkerque-Rosslare.

## Histoire
Les premiers occupants de l'Irlande sont arrivés sur l'île environ au 9e millénaire av. J.-C. Ensuite sont venues des peuplades mégalithiques, puis néolithiques, qui ont développé l'agriculture et l'élevage. Au VIe siècle av. J.-C., les Celtes vont imposer leur civilisation laténienne.
C'est une société parfaitement organisée en clans, et parlant le gaélique dans lequel les premiers poètes composent des chants et légendes qui constituent le patrimoine autochtone.

### Préhistoire

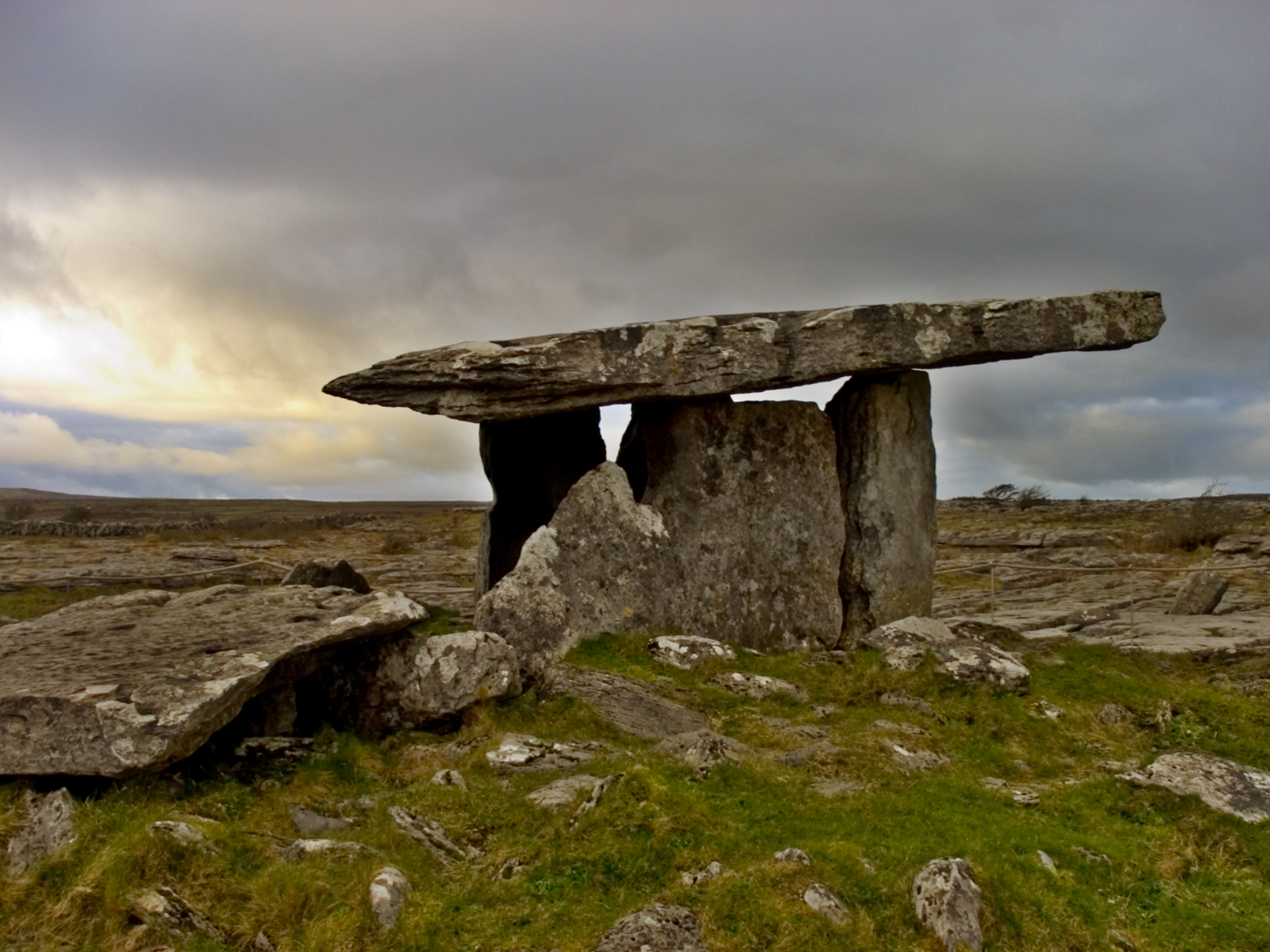
Dolmen de Poulnabrone.

Les traces les plus anciennes du peuplement de l'île remontent au IXe millénaire av. J.-C., elles ont été retrouvées dans le comté de Waterford. Une migration de populations mésolithiques est attestée vers le LXVIe siècle av. J.-C., il semble qu'il s'agisse de peuples venus d'Europe du Nord, passés par l'Écosse. Ils se sont installés dans la région de l'actuelle Ulster. Leur mode de vie est une économie de prédation (chasse et pêche) qui va progressivement évoluer vers l'agriculture et l'élevage. Ils connaissent l'usage d'outils en pierre polie, cultivent la terre et ont du bétail. C'est une civilisation mégalithique qui érige des dolmens à vocation funéraire. De nouveaux arrivants entre les XXe  et  XVIIe siècle av. J.-C. apportent l'âge du bronze. C'est de cette époque que date l'exploitation de mines de cuivre dans les régions de Cork et Kerry et d'or dans le Wicklow.

### Celtes
C'est vers - 500 que les Celtes font leur apparition en Irlande. Leur civilisation sur l'île va durer près de mille ans. Leur arrivée s'est faite par deux routes différentes : par l'actuelle Grande-Bretagne et par l'Espagne. La mythologie celtique a d’ailleurs conservé le souvenir de cette origine espagnole puisque, selon le Lebor Gabála Érenn (Livre des Conquêtes d’Irlande), les Milesiens (c’est-à-dire les Gaëls) sont dits fils de Míl Espáine. Avant l'introduction de la civilisation de La Tène (second âge du fer), l’histoire d’Erin est largement mythique.
La structure de la société celtique reprend le schéma de la structure sociale tripartite des Indo-européens au sommet de laquelle on trouve une classe sacerdotale composée des druides, des bardes et des vates. Les druides ont en charge la religion, le sacrifice, la justice, l’enseignement, la poésie, la divination ; les bardes sont spécialisés dans la poésie orale et chantée et doivent faire la louange, la satire ou le blâme ; les vates sont des devins qui se consacrent plus particulièrement à la divination et à la médecine. En Irlande, les filid (bardes) vont devenir les membres les plus influents de cette classe sacerdotale, dont une des prérogatives est de conseiller le roi. Dans la civilisation celtique, le rôle du roi est non seulement de mener la guerre, mais surtout de redistribuer les richesses et de dire la justice, inspirée par les druides. Longtemps ces rois n’ont été que des chefs au pouvoir incertain et aux successions problématiques. La deuxième classe de la société est celle des guerriers et la troisième est celle des producteurs, artisans, agriculteurs et éleveurs.
Ces clans vont progressivement fusionner pour constituer quatre royaumes (ou provinces) : l’Ulster, le Leinster, le Munster et le Connacht (Connaught). Au début du Ve siècle, un Ard rí Érenn (roi suprême d’Irlande) étend son pouvoir sur toute l’île, il siège à Tara capitale du Royaume de Mide. Les autres rois lui doivent le « boroma », tribut payable en bétail – son non-paiement entraîne des guerres dont la mythologie se fait l’écho, tout autant que les razzias.
Les Romains, qui occupent la Bretagne (Grande-Bretagne actuelle), n'occuperont jamais l'Irlande (qu'ils appellent Hibernia, « Hibernie »), peuplée de populations trop difficilement assimilables et loin du centre de l'Empire.

### Christianisation

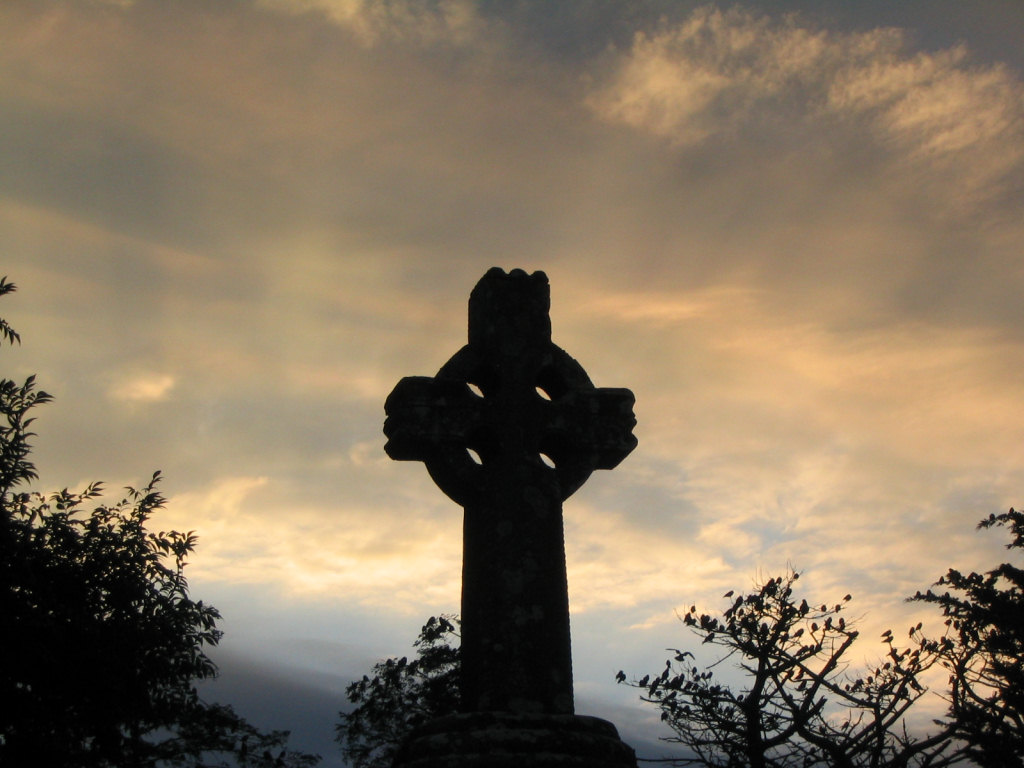
Croix celtique à Knock.

La christianisation de l’Irlande marque la fin de la religion celtique, du moins en ce qui concerne sa mythologie, car la structure de la société s’est maintenue, avec une classe sacerdotale prédominante. Les circonstances exactes de l’introduction du christianisme dans l’île sont mal connues, d’autant que les textes relatifs à son initiateur, saint Patrick, sont largement hagiographiques.
Padraig serait né en 390 en un lieu incertain de l’île de Bretagne. Il était le fils d’un fonctionnaire britto-romain. En 405, il aurait été victime d’une razzia de Gaëls et aurait été emmené comme esclave en Irlande, sous le règne du Ard rí Érenn, Niall Noigiallach. Pendant six années de captivité, passées à surveiller les troupeaux, sa foi en Dieu se serait affermie et une fois évadé, il aurait poursuivi ses études théologiques en Gaule. Les dates de son retour en Irlande sont incertaines (entre 432 et 490 selon les différentes thèses) mais la conversion de l’île, probablement commencée avant lui, aurait connu un moment décisif sous le règne du roi Lóegaire, fils de Niall. Patrick est souvent décrit conversant avec les druides pour tenter de les convaincre que le Dieu unique est plus puissant que la magie druidique. La légende rapporte aussi qu’il a chassé tous les serpents de l'île et qu'il avait l'habitude d'expliquer le principe de la Trinité en montrant les feuilles du trèfle. Le concept de triades était en effet très répandu dans la mythologie celtique. Patrick est mort vers 461.
Dans ce contexte, la conversion du pays ne s’est faite que par celle des filid, qui sont devenus les porteurs de la nouvelle religion, de manière pacifique. Le rite celte est imprégné par les usages monastiques. Des moines des pays celtiques sont nombreux venus dans plusieurs pays d'Europe occidentale pour évangéliser et fonder des monastères. Les monastères de Clonard, de Clonmacnoise, ou de Glendalough sont des centres importants de culture et de spiritualité. L’église d’Armagh est fondée par saint Patrick vers 445.
Au VIe siècle, fondation du monastère de Bangor (558) par Comgall.
Ce n’est qu’au VIIe siècle que le synode de Whitby (664) préconise l'abandon des rites celtes au profit du rite romain mais certains usages celtiques se maintiennent jusqu'au XIIe siècle.

### Vikings

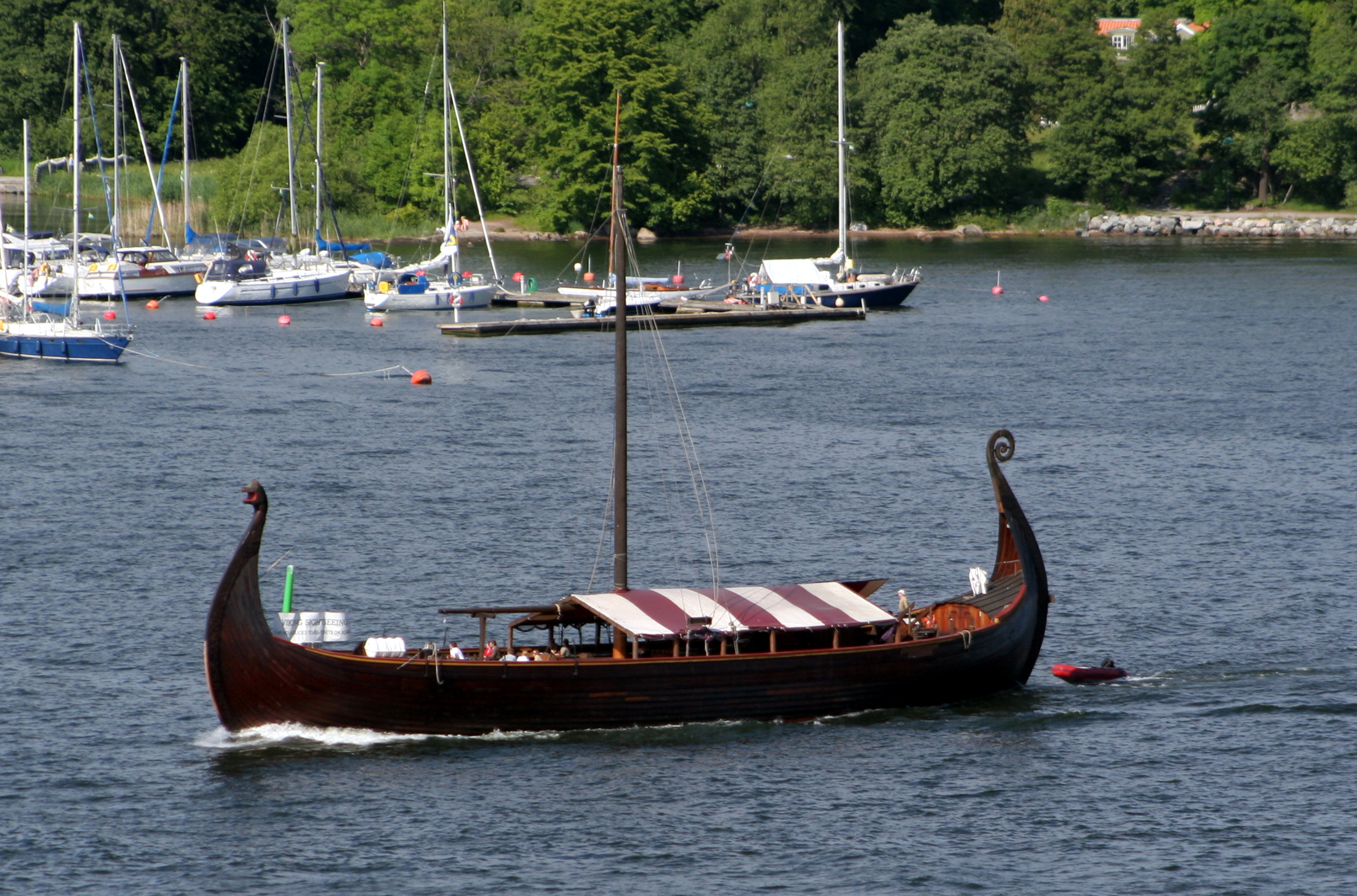
Un bateau viking.

Au VIIIe siècle, la croissance démographique et des guerres de succession entraînent, semble-t-il, des peuples scandinaves, Norvégiens et Danois, à sortir de leurs territoires. Les Varègues partent vers l’est et fondent en Russie des embryons d’États, les Vikings (du norrois fara í víkingu : partir en expédition et víkingar qui désigne ceux qui partent) déferlent sur les îles britanniques à l’ouest et le continent au sud.
L’Irlande vit un âge d’or intellectuel par le dynamisme de ses institutions religieuses, mais sur le plan politique l’île est divisée entre cent et cent cinquante tuatha (les clans), à la tête de chacun desquels se trouve un rí (roi). Ces chefs sont eux-mêmes assujettis au roi d’une des cinq provinces (Ulster, Connacht, Munster, Leinster et Mide). Le Ard rí (roi suprême) porte un titre honorifique : son titulaire ne bénéficie pas d'une réelle autorité.
C’est dans ce contexte d’instabilité que les Vikings arrivent dans l’île. Les premières expéditions attestées sont de 795, ils brûlent l’église de l’île Lambay ainsi que les monastères d’Inisbifin et d’Inismurray ; ce dernier subira un nouvel assaut en 807. Dès 812 les raids se concentrent sur la côte ouest, puis sur les rivages de la mer d'Irlande. Au début des années 820 le tour de l’île est accompli. Pendant une quarantaine d’années, les Vikings vont multiplier les raids et les razzias, privilégiant les monastères, non pour des raisons religieuses, mais parce que plus riches en trésors. Durant les années 830, ils remontent les fleuves et pénètrent à l’intérieur des terres qu’ils ravagent. En 836, ils empruntent la rivière Shannon et pillent le Connaught. L’année suivante, deux flottes d’une soixantaine de drakkars chacune, reconnaissent la Liffey et La Boyne, les territoires sont systématiquement ravagés, les habitants massacrés. Nombreux sont les exemples de leurs méfaits. L’hiver 840-841 marque une étape, puisque pour la première fois les Vikings passent la saison dans l’île et s’installent dans des places fortifiées qui deviennent aussi des lieux de commerce : Dublin, Annagassan, puis par la suite, Wexford, Cork, Limerick, pour ne citer que quelques établissements. Ce sont autant de bases retranchées qui permettent des expéditions vers l’intérieur, dont le point culminant semble être l’année 845, à tel point que l’on parle d’invasion. Le revers de la médaille est que les rois celtes peuvent parfois les contenir et les assiéger.

### Sous la couronne anglaise
Après la victoire de Brian Boru à la bataille de Clontarf, en 1014, l'Irlande connaît une brève période d'indépendance. Mais à la fin du XIIe siècle, l'Angleterre entreprend sa conquête.
L'Angleterre est dirigée par les Normands depuis 1066 et le royaume anglo-normand s'étend de l'Angleterre à la Normandie. Le roi d'Angleterre et Duc de Normandie est Henri II. Puissant souverain, c'est vers lui que se tourne le roi du Leinster, Dermot MacMurrough lorsqu'en 1166, il fut chassé de son royaume par une coalition de seigneurs irlandais. Pour regagner son trône, il se rendit en Angleterre et sollicita l'aide du roi Henri. Henri y vit une opportunité d'étendre son influence.
En 1169, un groupe de 400 mercenaires anglo-normands débarqua dans le sud-est de l'Ireland. Avec l'aide de ces guerriers, Dermot parvint à reprendre son trône. Après avoir aidé Dermot, les Anglo-Normands dirigés par Richard FitzGilbert de Clare, appelé "Strongbow", s'établirent progressivement dans d'autres parties de l'Irlande. En 1170, ils prirent Dublin, un centre stratégique crucial. La conquête de Dublin fut un tournant majeur, car elle établit une tête de pont pour une domination anglaise plus étendue.
Inquiet de la puissance croissante de Richard FitzGilbert de Clare et après la mort du roi du Leinster Dermot MacMurrough, Henri II décida de prendre personnellement le contrôle de la situation. En 1171, il se rendit en Irlande avec une armée pour affirmer son autorité. Cette expédition marqua le début de l'influence directe de la couronne anglaise sur l'île.
Après s'être limitée à l'est de l'île, en 1494, la couronne anglaise déclare sa domination sur toute l'île (loi Poynings). En 1541, Henri VIII prend le titre de roi d'Irlande. La colonisation par les confiscations de terres se développe alors (cf. Plantations en Irlande).

### Cromwell - Massacres
Une grande révolte éclate en 1641. Les Irlandais ont profité de la première révolution anglaise pour tenter de retrouver leur indépendance. Oliver Cromwell débarque à Dublin (durant l'été 1649) avec ses soldats, les « Côtes de Fer », entreprend la reconquête de l'île (en 1649 massacres de Drogheda et Wexford), et organise un véritable massacre, une guerre d'extermination digne d' un criminel de guerre ,. Selon les sources, entre le tiers et la moitié de la population de l'île est massacrée. La sauvagerie de l'armée de Cromwell, très anti-catholique, contribuera à créer de profonds clivages entre catholiques et protestants en Irlande et en Grande-Bretagne . Après sa défaite, l'Irlande est soumise à l'autorité et aux lois de l'Angleterre et les terres du Nord du pays sont confisquées et attribuées à des colons venus d'Écosse et d'Angleterre.
Les Irlandais sont par la suite soumis à une répression et à des discriminations très fortes de la part des autorités anglaises, qui continuent les décennies suivantes. Des lois leur interdisent notamment de pratiquer leur religion catholique. À partir des années 1650, l'Angleterre renforce son emprise en installant des paysans protestants sur des terres confisquées aux catholiques locaux dans la province d'Ulster. Leurs descendants vivent dans la crainte d’être chassés des terres qu'ils cultivaient, ce qui les conduit à ressentir une communauté d’intérêts avec les grands propriétaires anglo-irlandais protestants. Ainsi, ils n'osent pas contester la politique imposée par les gouvernements britanniques, de peur que cela n'encourage les catholiques dépossédés.
Jacques II, roi catholique chassé du trône de l'Angleterre protestante, tente de reprendre pied en Irlande et y est défait à la bataille de la Boyne (1690), le sort de l'Irlande s'aggrave encore. En 1695, Guillaume III d'Orange-Nassau promulgue des « lois pénales » anti-catholiques. Celles-ci interdisent notamment l'enseignement en langue irlandaise, excluent les catholiques de l'administration, de l'armée, de l'enseignement dans les écoles, les empêchent d'être propriétaires terriens, et leur interdisent d'exercer des professions libérales.

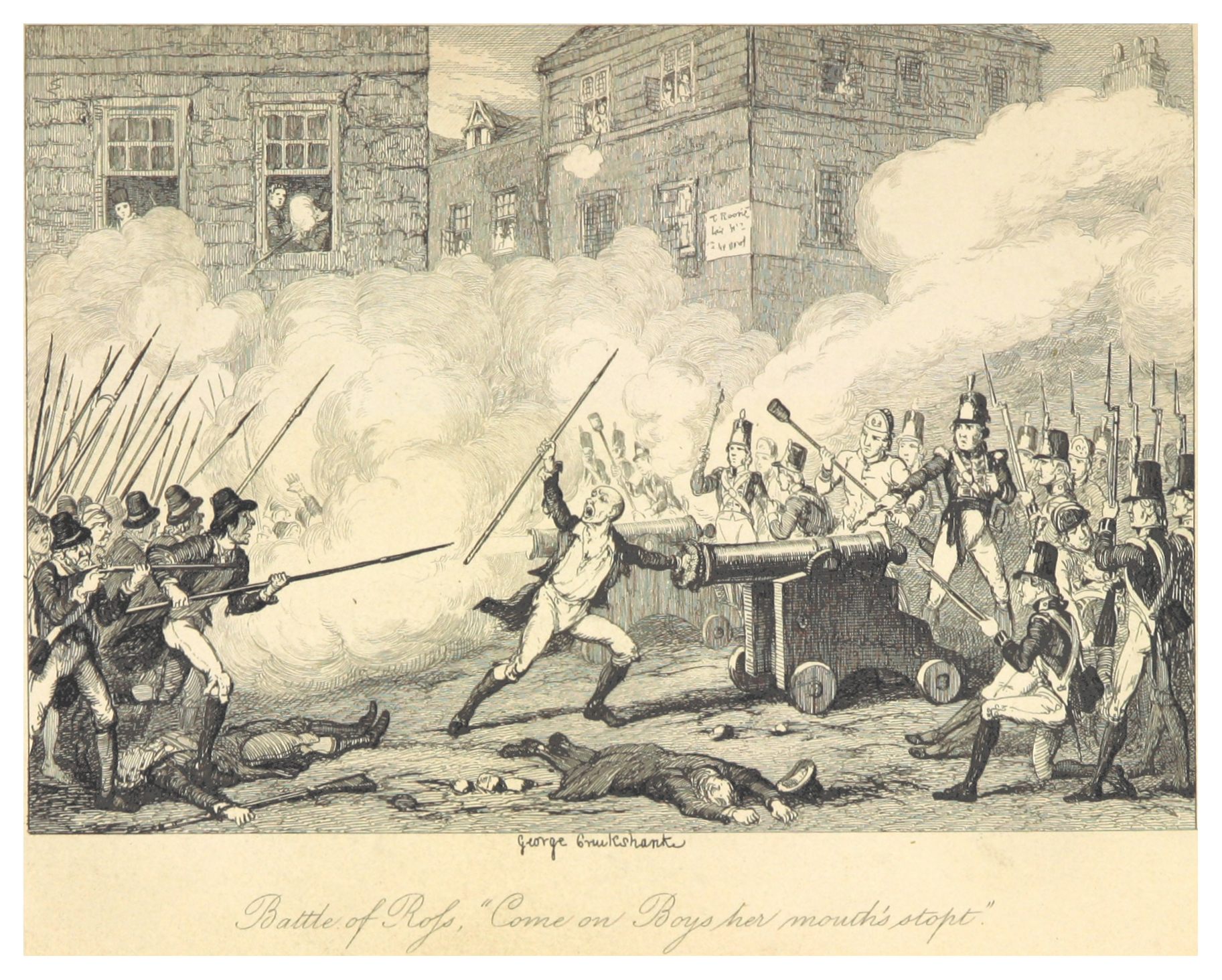
Rébellion irlandaise de 1798.

Enthousiasmés par la Révolution française, des volontaires commencent à s’entraîner et à revendiquer des réformes. En 1792, la ville de Belfast célèbre par une grande procession et une fête l'anniversaire de la révolution. Des slogans attaquent le sectarisme religieux. En conséquence, des lois interdirent le port d'armes ainsi que l'association des Irlandais unis. Contrainte à la clandestinité, celle-ci devient de plus en plus révolutionnaire. Dès 1795, les autorités encouragent des groupes de protestants à organiser des campagnes contre les catholiques, ce qui conduit à la création de l'ordre d'Orange. Un soulèvement révolutionnaire a lieu en 1798 (il est commémoré par la chanson The Wind That Shakes the Barley). Une éphémère république du Connaught est proclamée après la bataille de Castlebar et John Moore, chef de la Société des Irlandais unis, a été déclaré son président. La répression qui s'ensuit fait 30 000 morts parmi ceux soupçonnés d'avoir soutenu la révolte et le 1er août 1800 la Grande-Bretagne proclame un « acte d'union » unissant totalement l'Irlande au Royaume-Uni.

### Émigration et révolte
Le XIXe siècle est marqué par une émigration massive des Irlandais (plusieurs millions) en direction de l'Amérique, émigration accrue par les conséquences de la grande famine qui sévit en Irlande entre 1845 et 1852. Celle-ci a fait un million de morts, qui, cumulés à l'exode des habitants, ont provoqué une réduction de la population de l'île de 25 % en à peine dix ans.
Cette famine est aggravée par le fait que le Royaume-Uni force les Irlandais à continuer leurs exportations de nourriture vers l'Angleterre, alors même que la population irlandaise meurt de faim. Le nombre de victimes aurait pu être sensiblement moins élevé si les responsables politiques britanniques avaient choisi d'intervenir. Pourtant, par négligence, indifférence, insensibilité, cynisme, ou mépris des pauvres clairement affiché, ils restèrent globalement passifs. Ceux[Qui ?] s'étant prononcés en faveur d'une aide à l'Irlande ont rencontré l’hostilité d’une partie de l’opinion publique anglaise et aux partisans d’un libéralisme économique sans entrave.
Mais à la fin du XIXe siècle, le mouvement pour l'indépendance reprend de la force, les élus irlandais au parlement britannique s'en font l'écho. Une suite de réformes agraires commence à restituer des terres aux Irlandais. En 1905, le Sinn Féin, un parti indépendantiste, est fondé. De son côté, James Connolly fonde le premier journal socialiste irlandais : Workers' Republic. Les syndicats irlandais se développent.
En 1914, le « Home Rule » est voté, donnant une autonomie relative à l'île. Néanmoins le pouvoir suspensif de la Chambre des lords puis le déclenchement de la Première Guerre mondiale l'empêcheront d'être mis en œuvre.
Durant la guerre, en 1916, sous la direction de l'Irish Republican Brotherhood du Sinn Féin et de l'Irish Citizen Army de James Connolly, éclate l'insurrection de Pâques 1916 à Dublin, qui proclame la république au nom de Dieu et des générations disparues. Le centre de Dublin est bombardé par des navires de guerre et l'insurrection est écrasée au bout d'une semaine. James Conolly, Patrick Pearse et les autres meneurs sont exécutés. Mais le Sinn Féin en retira une popularité accrue : il remporta triomphalement les élections de décembre 1918, constitua un parlement irlandais (le Dáil Éireann) et proclama l'indépendance. Le pouvoir britannique interdit le parlement. Un nouveau soulèvement mené par l'IRA éclate, qui dura trois ans. Les rebelles parviennent à rendre l'Irlande ingouvernable (boycott des tribunaux et percepteurs anglais, grèves, actions armées contre les forces britanniques). Les autorités ripostèrent en emprisonnant des dirigeants irlandais élus, en pendant des rebelles capturés, et en recourant à des groupes paramilitaires pour exécuter des suspects républicains. Ces groupes constituèrent les Black and Tans, qui se rendirent extrêmement impopulaires à la suite d'atrocités perpétrées contre la population (ils ouvrirent le feu à la mitrailleuse sur le public venu assister à un match de football, incendièrent le centre de Cork et chassèrent les catholiques de leurs emplois et de leurs maisons dans le Nord-Est).

### Indépendance
En 1921, le Premier ministre britannique David Lloyd George parvient à un accord. Lors de négociations avec une délégation irlandaise, il menace de la terre brûlée et de répression totale si les nationalistes irlandais ne consentaient pas à laisser les six comtés d'Irlande du Nord sous administration britannique, à fournir à la Grande-Bretagne des bases dans certains ports et à faire serment d'allégeance à la couronne. Le chef de l'IRA Michael Collins accepte ces conditions lors du traité de Londres, qui fait de l'Irlande, amputée des deux tiers de l'Ulster, un dominion au sein de l'empire britannique, l'État libre d'Irlande, qui se dote d'une constitution en octobre 1922. L'est de l'Ulster est la région la plus développée à l'époque. Le traité anglo-irlandais est ratifié par le Dáil Éireann le 9 janvier 1922 par 60 voix contre 58. Cela entraîne la guerre civile d'Irlande qui dure jusqu'en 1923, opposant les adeptes d'une poursuite de la lutte pour obtenir une république et l'unité de l'île et les partisans du compromis de 1921. L'indépendance des dominions, dont l'État libre d'Irlande, est clarifiée et confirmée par la déclaration Balfour de 1926 et par le Statut de Westminster de 1931 : l'État libre d'Irlande est un État souverain.
Durant ses premières années, ce nouvel État fut gouverné par les vainqueurs de la guerre civile. Cependant, en 1932, Fianna Fáil, le parti des opposants au traité, dirigé par Éamon de Valera, remporta les élections (il resta au pouvoir jusqu'en 1948). En 1933, De Valera, devenu président du conseil, fit abolir le serment d’allégeance au roi d'Irlande qui est également le roi du Royaume-Uni.
En 1937, il fait adopter une nouvelle constitution républicaine qui renomme l'État en Éire ou en anglais Ireland. Un traité conclu en 1938 avec le Royaume-Uni, lui laissait ses bases navales en Irlande, et entérinait ce nouveau statut. L'Irlande resta neutre durant la Seconde Guerre mondiale, interdisant même officiellement au Royaume-Uni l'usage militaire de ses ports et aéroports.
En février 1948, c'est le parti Fine Gael qui remporte les élections. Le gouvernement est une coalition constituée avec le parti travailliste. En 1948, l'Oireachtas proclame la loi sur la république d'Irlande de 1948 qui prend effet le 18 avril 1949. Il a déclaré que l’Irlande pouvait officiellement être décrite comme la république d'Irlande et que le président de l'Irlande avait le pouvoir exécutif de l'État dans ses relations extérieures. La loi n'a pas créé un nouvel État. La constitution de 1937 est restée en vigueur. La loi n'a pas non plus changé le nom du pays, qui est resté « Irlande ». La loi a mis fin au rôle du roi britannique dans la signature des lettres de créance des diplomates irlandais. Depuis l'entrée en vigueur de la loi, le Commonwealth ne considérait plus l'Irlande comme membre.
L'Irlande a rejoint la Communauté économique européenne en 1973, aux côtés du Royaume-Uni, pays dont elle restait très dépendante (90 % des exportations à l'époque). Mais les problèmes économiques mondiaux des années 1970, aggravés par une mauvaise politique économique des gouvernements suivants, dont celui de Premier ministre Jack Lynch, entraînent une stagnation de l'économie.
Toutefois, les réformes économiques des années 1980, aidées par les investissements de la Communauté européenne, conduisent à l'émergence de l'un des taux de croissance économique les plus élevés du monde avec une immigration massive (en particulier de personnes en provenance d'Asie et d'Europe orientale) comme caractéristique de la fin des années 1990. Cette période sera connue comme celle du « Tigre celtique ».
Mais le pays est frappé peu après de plein fouet par la bulle immobilière de 2007 et la crise économique de 2008. En 2010, le Fonds monétaire international (FMI) et l'UE mettent en place une tutelle, que l'Irlande quitte en 2013. Le pays connait en 2014 et 2015 des manifestations massives contre l'adoption par le gouvernement d’une loi prévoyant l'instauration d’une taxe sur la consommation d'eau courante.

## Politique
Selon la loi irlandaise, depuis 1937, l'Irlande est une république parlementaire.

### Organisation des pouvoirs
Le président de l'Irlande (Uachtarán en irlandais, President en anglais) est élu pour sept ans au suffrage universel direct.
Le Dáil Éireann est le nom irlandais de la chambre basse du Parlement (l'Oireachtas) de l'Irlande. Il est directement élu tous les cinq ans selon un système de représentation proportionnelle (selon la méthode du vote transférable). Il a le pouvoir de voter les lois, de nommer et de remplacer le Taoiseach (Premier ministre). La chambre haute s'appelle Seanad Éireann.

### Tendances politiques et élections
Le paysage politique irlandais prend la forme d'un bipartisme opposant les partis héritiers des deux camps s'étant affrontés durant la guerre civile irlandaise : le Fianna Fáil (littéralement « Soldats de la destinée »), aussi appelé Parti républicain (Fianna Fáil - The Republican Party en anglais, Fianna Fáil - An Páirtí Poblachtánach en irlandais), issu des opposants au traité anglo-irlandais de 1921 menés par Éamon de Valera ; le Fine Gael (littéralement « le clan des Gaëls »), qui descend des partisans de ce traité dirigés par Arthur Griffith et Michael Collins. Aucun de ces deux partis principaux de la vie politique irlandaise ne s’identifie fermement comme étant un parti de droite ou de gauche, le premier se réclamant du républicanisme irlandais et étant souvent comparé, par sa volonté affichée de transcender le clivage gauche-droite et sa défense du particularisme culturel et d'une politique d'indépendance nationale, aux mouvements gaullistes français ou au Parti révolutionnaire institutionnel mexicain et est membre depuis 2009 du Parti de l'Alliance des libéraux et des démocrates pour l'Europe (ALDE, centriste, libéral et fédéraliste européen), tandis que le second se définit comme étant du « centre progressiste » (progressive centre ou Chorplár) inspiré de la démocratie chrétienne, il est généralement progressiste en matière sociale et sociétale, conservateur sur le plan du maintien de l'ordre et de la fiscalité et libéral concernant l'économie, et a contribué à fonder le Parti populaire européen (PPE, centre droit libéral-conservateur, démocrate chrétien et fédéraliste européen).
Parmi ces deux formations, le Fianna Fáil a longtemps eu une position dominante, étant le premier parti en nombre de voix à toutes les élections entre 1932 et 2009. Il a dirigé 26 exécutifs ou gouvernements de 1932 à 1948, de 1951 à 1954, de 1957 à 1973, de 1977 à 1981, en 1982, de 1987 à 1994 et de 1997 à 2011. Avant 1989, lorsqu'il a gouverné, il l'a toujours fait seul, en étant majoritaire de 1933 à 1948, de 1957 à 1961, de 1965 à 1973 et de 1977 à 1981, minoritaire les autres fois (avec le soutien sans participation du Parti travailliste de 1932 à 1933 puis d'indépendants de 1951 à 1954, de 1961 à 1965, en 1982 et de 1987 à 1989). Après 1989, il a en revanche toujours gouverné en coalition, d'abord avec les Démocrates progressistes (Progressive Democrats ou An Paírtí Daonlathach, fondé en 1985 suivant une plateforme libérale-conservatrice par des dissidents des deux grands partis, il a été la troisième puis quatrième force électorale d'Irlande (jusqu'à sa dissolution en 2009) de 1989 à 1992 et de 1997 à 2009 (minoritaire de 1997 à 2002), avec le Parti travailliste (The Irish Labour Party ou Páirti an Lucht Oibre, principale force du centre gauche sociale-démocrate et généralement le troisième parti en nombre de voix) de 1992 à 1994 et avec le Parti vert (Green Party ou Comhaontas Glas, écologiste) de 2007 à 2011. Le reste du temps, le Fine Gael a toujours détenu la direction du gouvernement, généralement en coalition avec le Parti travailliste (mais aussi avec les Démocrates progressistes de 1994 à 1997) jusqu'en 2016, puis de façon minoritaire depuis 2016 (à la suite de l'effondrement électoral des travaillistes, le Fine Gael a passé un accord avec le Fianna Fáil pour pouvoir mettre en place un exécutif et assurer le vote des budgets). Le Fine Gael a devancé le Fianna Fáil en nombre de voix pour la première fois lors des élections européennes de 2009, et est resté le premier parti lors des élections générales de 2011 (lors desquelles le Fianna Fáil n'obtient que le troisième score, soit le plus mauvais résultat de toute son histoire, étant alors devancé également par le Parti travailliste) et celles de 2016.
Historiquement, le Fianna Fáil est tout particulièrement dominant dans les régions rurales du centre et de l'ouest de l'île tout en étant bien implanté dans les quartiers et banlieues populaires de Dublin, et plus contesté dans l'est, le sud et le nord-ouest, notamment dans les villes, où le Fine Gael et le Parti travailliste constituent une grande partie de leur base électorale,,,. Cette géographie traditionnelle a toutefois été remise en question depuis les années 1990, le virage plus libéral et pro-européen du Fianna Fáil sous la présidence de Bertie Ahern, lui-même député de Dublin, ayant contribué à augmenter l'assise de ce parti dans la classe moyenne urbaine, tandis que le Fine Gael, de son côté, a fortement diminué le quasi-monopole exercé jusque-là par son adversaire sur les circonscriptions rurales. De plus, le Fianna Fáil se voit être sérieusement concurrencé depuis 2011 par le Sinn Féin au sein de l'électorat attaché aux idées du républicanisme irlandais (plutôt implanté historiquement en Irlande du Nord, ce parti de la gauche républicaine et eurosceptique a fait un retour remarqué sur la scène politique de l'Irlande indépendante à partir de 2011).

### Administration territoriale
L’île d'Irlande est divisée entre 32 comtés et 4 provinces : Ulster, Connacht, Munster et Leinster. Les provinces suivent approximativement les anciennes provinces d'Irlande, les six comtés d'Irlande du Nord, tous en Ulster, ne sont pas inclus. Les provinces ne sont pas utilisées par l'administration, elles sont utilisées seulement pour les sports, le rugby à XV ou les sports gaéliques[pas clair].
Les comtés sont utilisés pour l'administration locale. Ils ont été créés par les Britanniques après la conquête de l'Irlande. Il y a 26 comtés traditionnels dans la république plus les comtés issus de la partition du Comté de Dublin (Dublin Sud, Fingal et Dún Laoghaire-Rathdown) — ainsi que, jusqu'à la réunification du comté de Tipperary, les comtés de Tipperary-Nord et Tipperary-Sud.
Certaines villes ont aussi un pouvoir de décision du même niveau que le comté au travers d'un conseil de Cité (Dublin, Cork, Galway, Limerick et Waterford).

### Politique étrangère
En juin 2020, l'Irlande est élue membre non permanent du conseil de sécurité de l'ONU pour 2021 et 2022.

## Économie
De 1995 à 2007, l'économie irlandaise croît en moyenne de 6 % par an, lui valant le surnom de « tigre celtique ».
Comme quinze autres pays européens, l'Irlande a abandonné sa monnaie nationale, la livre irlandaise, pour adopter l'euro le 1er janvier 1999 (les pièces et billets ayant été introduits le 1er janvier 2002).
Adepte de la concurrence fiscale, de la déréglementation et considéré comme un paradis fiscal,, le pays a connu une forte croissance depuis le début des années 1990 avant de subir l'explosion de la bulle spéculative immobilière et d'être l'un des plus touchés par la crise financière de 2008, ce qui entraîna une crise économique et politique majeure pour le pays jusqu'en 2011.
En 2010, son déficit public s'établissait à 32,4 % du PIB et en 2012 le taux de chômage y était supérieur à 15 % de la population active. Le pays a depuis renoué avec la croissance et le PIB a connu une croissance de 7,8 % en 2015, soit le niveau le plus élevé de l'Union européenne, un chiffre depuis révisé à 26,3 %, soit la croissance la plus élevée au monde. En novembre 2019, le taux de chômage s'élève à 4,8 %,. En juin 2012, 1 787 900 personnes travaillaient en république d'Irlande, soit 33 400 personnes de moins que début 2012. La plus forte baisse a eu lieu dans le secteur public, les industries de la finance, de l'assurance et de la construction.
En 2009, le PIB par habitant de l'Irlande est le second plus élevé de l'Union européenne, après celui du Luxembourg. Il était de 64 % de la moyenne européenne lors de son adhésion en 1973. Le calcul du PIB en Irlande est toutefois jugé trompeur : « Le poids des multinationales est tel et les profits rapatriés si importants que le PIB surévalue la production de richesse réelle » explique l'Institut de recherche économique Nevin (NERI), dont l'analyse est partagée par le Financial Times. Le quotidien britannique rappelle que les autorités irlandaises « utilisent un outil spécifique, le revenu national brut modifié (GNI). Il s’agit de soustraire l’impact des investissements étrangers afin de mieux comprendre l’état réel de l’économie et le niveau de vie des Irlandais. » Ainsi, en 2020 (année durant laquelle l’économie mondiale a été fortement affectée par la pandémie de Covid-19), la récession mesurée en termes de PIB serait de 2,3 %, et de 6 % selon le GNI.
Les salaires élevés ainsi que le plein emploi (le taux de chômage n'était que de 4 % en 2007) ont engendré une immigration importante au cours des années 2000. L'immigration en provenance des pays de l'Est (Pologne, Estonie…), de France (près de 9 000 Français vivent en Irlande à la fin de 2009), et d'Asie (de très nombreux Chinois vivent à Dublin) entraîne une augmentation de la population de 2,5 % par an durant les années 2000. En raison de la crise économique, l’émigration a néanmoins fortement augmenté à partir de 2010.
Le niveau de l’impôt sur les sociétés, qui s’établit à 12,5 % en Irlande, est exceptionnellement bas pour un pays européen, où le taux moyen est de 25,9 %.
Entre 2000 et 2017, l’emploi industriel en Irlande a chuté de 22,1 %. Le modèle économique irlandais est désormais basé en grande partie sur la concurrence fiscale. En 2024, l'Irlande est classée en 19e position pour l'indice mondial de l'innovation.
Proportionnellement au nombre d'habitants, l'Irlande est en 2016 le deuxième pays le plus endetté au monde après le Japon.

### Crise financière de 2008
La crise de 2008-2009 a frappé de plein fouet l'économie celtique, les économistes parlant même pour l'Irlande d'une crise financière de 2007-2010. La récession est particulièrement violente avec une contraction du PIB de 3 % en 2008, 7 % en 2009 et 0,4 % en 2010.
Ainsi le taux de chômage était de 14,8 % de la population active en 2012. Les années 2011 et 2012 semblent ouvrir la porte à une légère embellie, avec une hausse du PIB de 0,7 % et 0,5 % respectivement. Ce retour à la croissance peut s'expliquer en grande partie par la bonne tenue des exportations (multinationales installées en Irlande), la demande intérieure demeurant faible.
Entre 2008 et 2014, des coupes budgétaires de 30 milliards d’euros — soit près de 20 % du produit intérieur brut (PIB) — ont été décidées. Le taux de privation matérielle (qui désigne l’incapacité de se procurer certains biens et services considérés comme souhaitables ou nécessaires pour avoir un niveau de vie acceptable) est passé de 13,7 % (2008) à 30,5 % (2013).
Le déficit budgétaire, à cause de l'effondrement des recettes fiscales et de la hausse des dépenses sociales, explose. Les plans de sauvetage des banques irlandaises coûtent une fortune à l'État. Le déficit public pour 2010 atteint 32 % du PIB. La dette publique avoisine les 100 % du PIB.
Les prix à la consommation baissent fortement en 2009. Les prix de l'immobilier s'effondrent. Les pancartes to let (à louer) et for sale (à vendre) fleurissent dans toutes les rues des villes du pays. Nombre de ménages connaissent des défauts de paiements sur leurs crédits immobiliers.
Les activités bancaires et financières qui avaient connu un essor sans égal à Dublin sur les bords de la Liffey dans les années 2000 ont été particulièrement touchées par la crise financière d'octobre 2008, mettant en grandes difficultés les principales banques du pays et obligeant le gouvernement à intervenir en recapitalisant ou nationalisant les établissements financiers et éviter une faillite générale du système. Le coût de ces plans de sauvetage est énorme (près de 20 % du PIB en 2010), expliquant le niveau astronomique du déficit public à 32 % du PIB (à titre de comparaison, la France connait un déficit public de 7,8 % du PIB en 2010).
La délocalisation d'une partie des activités de l'informatique Dell de Limerick vers la Pologne, entraînant la perte de près de 2 000 emplois, ce qui est énorme à l'échelle irlandaise, est ressentie comme une catastrophe économique et sociale par l'Irlande tout entière pour cette région qui avait connu une renaissance économique dans les années 2000. L'ampleur de cette crise est inédite.
Les difficultés financières s'accumulant depuis plusieurs mois, le gouvernement de Brian Cowen s'est résigné, sous la pression des dirigeants européens, à accepter l'aide financière du FMI pilotée par l'Union Européenne.
Ce « plan de sauvetage » sous la forme d'un emprunt de 85 milliards d'euros au taux de 6,7 %, est largement décrié par la population du fait de son coût prohibitif et du plan d'austérité qui y est associé.
La dette continue néanmoins d'augmenter, passant de 91,2 % du PIB en 2010 à 124,8 % (204,696 milliards d’euros) fin 2013, avec un dernier trimestre de cette même année en récession de 2,3 %. Elle diminue en 2014 et 2015, grâce à la forte croissance du PIB et à l'émission de reconnaissances de dette destinées à permettre aux banques en difficulté de se financer auprès de la Banque centrale irlandaise, le tout pour un montant de 31 milliards d’euros (soit environ 20 % du PIB). « Dans les faits, il s’agit d’une opération de monétisation de la dette. La Banque centrale a tout simplement créé 31 milliards d’euros sur un écran d’ordinateur », indique l’économiste Tom McDonnell. Une opération théoriquement illégale au sein de la zone euro.
Malgré une forte reprise de l'activité économique en 2014 (avec un taux de croissance du PIB de 4,8 % en 2014), les mesures d'austérité continuent de fortement affecter la population. Un tiers de la population se trouve cette année-là en situation de « privation forcée », caractérisée par « l’insatisfaction de deux besoins de base, ou plus (…) tels que la nourriture, le chauffage ou des vêtements adaptés pour l’hiver ».

### Tourisme

#### Points touristiques principaux

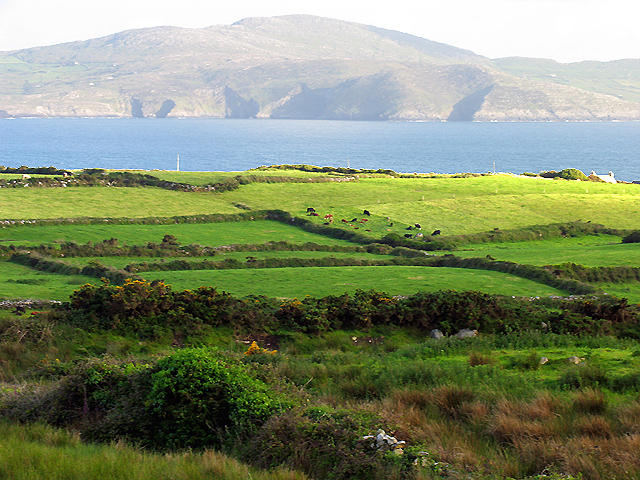
Comté de Cork.

Tous les comtés du pays développent leurs infrastructures afin d'attirer les touristes du monde entier. Les points touristiques principaux sont :
- Connemara : ses lacs et ses collines ;
- Îles d'Aran ;
- Péninsule de Dingle : ses ports et ses collines ;
- Comté de Kerry : le Parc national de Killarney, le Muckross House… ;
- Dublin ;
- Les Midlands et le Shannon ;
- comté de Clare : les falaises de Moher ;
- comté de Waterford : la cristallerie ;
- Comté de Louth et comté de Meath : la vallée historique avec la colline de Tara, Monasterboice… ;
- Comté de Cork ;
- Comté de Galway ;
- Musée de la Guinness à Dublin ;
- les distilleries de Midleton et Cooley.

#### Activités touristiques
Parmi les activités touristiques se développant en Irlande, le vélorail sur la ligne de chemin de fer à travers le comté de Mayo, près de la ville de Kiltimagh dont la fermeture au milieu des années 1970 a été un désastre pour la région, le dernier train de voyageurs quittant la gare de Kiltimagh en 1963. Une portion de 15 km de cette ligne de chemin de fer a été transformée en ressource touristique de plein air, grâce à un partenariat entre la communauté locale et l’Association touristique de Kiltimagh. Le financement a été assuré par des fonds publics du ministère du Développement rural. La voie était restée inactive depuis 1975 et était devenue envahie par la végétation dans de nombreux lieux. Il a ouvert au public sur une longueur de 15 km le 10 juin 2023.

### Transports
La république d'Irlande dispose de quatre aéroports internationaux : Dublin, Cork, Shannon et Knock. Le pays est également accessible par la mer via des ferries qui assurent des liaisons depuis Cherbourg et Roscoff vers Dublin et Rosslare mais aussi depuis Dunkerque vers Rosslare (depuis janvier 2021).

### Numérique
L'Irlande abrite les sièges européens d'un grand nombre de multinationales américaines du secteur du numérique (GAFAM), dans un quartier de Dublin appelé « Silicon Docks (en) » en référence à la Silicon Valley et aux anciens docks de Dublin. Le régime fiscal de l'Irlande particulièrement avantageux pour les sociétés a ainsi attiré les géants du Web, ce qui a permis à l'Irlande, après la crise de 2008 particulièrement dure, de reprendre sa marche en avant. L'Irlande affiche ainsi un taux de croissance supérieur à 10 % sur la période 2014-2018 dont un incroyable +25 % en 2016.

## Population et société

### Démographie

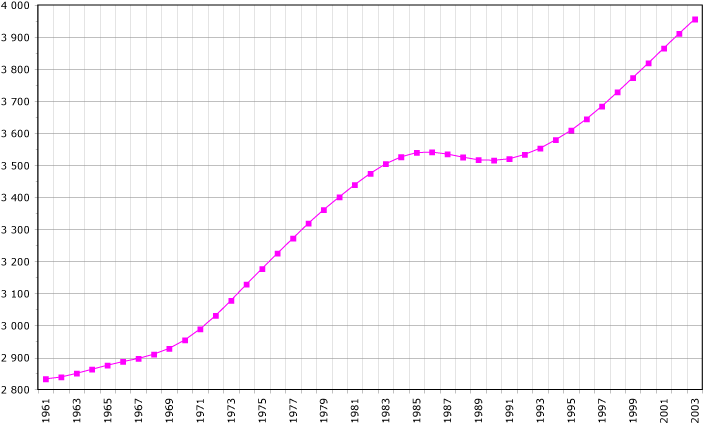
Évolution de la démographie entre 1961 et 2003 (chiffre de la FAO, 2005). Population en milliers d'habitants.

L'Irlande comptait 4 757 976 habitants d'après le recensement de 2016. La densité reste assez faible : avec 67,7 hab./km2, elle est presque deux fois moindre que la moyenne de l'Union européenne, ensemble dont l'Irlande regroupe environ 1 % de la population.
Le dynamisme démographique est relativement nouveau dans le pays. Il est dû à la relative jeunesse de la population, à un taux de natalité élevé pour l'Europe et surtout à une forte immigration. Il s'agit d'un phénomène assez nouveau : la croissance démographique n'a commencé que dans les années 1960. Auparavant, la région s'était fortement dépeuplée. Elle comptait 6,5 millions d'habitants en 1841, et passe à 5,1 millions en 1850 du fait d'une grande famine accompagnée d'une émigration massive. L'émigration s'est poursuivie pendant le XIXe siècle et une bonne partie du XXe siècle, et a fait plus que contrebalancer l'excédent naturel. La population a donc globalement continué à décroître jusque dans les années 1960 : 3,2 millions d'habitants en 1901 et 2,8 millions en 1961.
À partir de cette date la population a crû de nouveau. Dans les années 1990, et plus encore les années 2000, la population immigrée a fortement augmenté. En 2011, 544 357 non-nationaux vivaient en Irlande, soit une augmentation de 143 % par rapport au recensement de 2002. La plupart viennent d'Europe, du Royaume-Uni pour plus de la moitié, d'Europe de l'Est pour une part importante et en rapide augmentation.

### Principales villes
Villes principales, avec leur nombre d'habitants en 2016 :
- Dublin : 553 165 hab. ;
- Cork : 125 622 hab. ;
- Limerick : 94 192 hab. ;
- Galway : 79 934 hab. ;
- Waterford : 45 748 hab.

### Langues
Il existe deux langues officielles en Irlande. La constitution dispose que la première langue nationale est l'irlandais, et que l'anglais est une langue annexe. Toutefois, l'anglais est fortement majoritaire, et l'irlandais, bien qu'enseigné obligatoirement à l'école, n'est plus pratiqué dans la vie courante que par peu de personnes (environ 1,8 million d'Irlandais ont une connaissance de la langue, et 538 283 la parlent tous les jours), essentiellement dans les gaeltachtai,, qui sont surtout éparpillées le long de la côte occidentale. En 1840, l'Irlandais était parlé par 6 millions d'Irlandais, et était la langue celtique la plus parlée, et la plus dynamique. La Grande famine en Irlande, surtout entre 1845 et 1850, sera fatale pour cette langue, lui enlevant au moins 90 % de ses locuteurs, par la mort ou par l'émigration et la dilution.

### Religions
D'après le recensement de 2016, 78,3 % des habitants se déclarent catholiques et 9,8 % n'ont pas de religion. Les 11,9 % restants sont protestants, musulmans, etc..
L'Irlande est le pays occidental possédant la plus forte pratique religieuse (entre 35 et 50 % de pratiquants réguliers), même si ce taux a sensiblement baissé depuis vingt ans (près de 90 % de pratiquants jusque dans les années 1980). La religion catholique occupe de fait un rôle prédominant dans la culture et l'identité irlandaise, celle-ci ayant été utilisée pour se démarquer du Royaume-Uni où le protestantisme est majoritaire. La religion est encore considérée comme un marqueur identitaire même si depuis le début du XXIe siècle le bi-confessionnalisme est moins présent.
L'Église catholique a longtemps conservé une influence sur les questions de société, comme pour le divorce, légalisé en 1995, l'homosexualité légalisée en 1993, ou pour l'avortement, interdit dans tous les cas jusqu'en 2018.
Mais cette influence est en perte de vitesse au XXIe siècle. En vue du référendum de 2015 sur le mariage homosexuel en Irlande, l’Église catholique mène une campagne pour le non. Le oui l'emporte finalement avec plus de 62 % des voix. Le 25 mai 2018 un référendum sur le trente-sixième amendement de la constitution est organisé quant au droit à l'avortement. Le oui l'emporte avec plus de 66 % des voix. L'avortement est légal depuis le 1er janvier 2019.

### Sécurité et criminalité
La mafia irlandaise (The Irish Mob) est le nom donné au crime organisé irlandais ou d'origine irlandaise. C'est la plus ancienne pègre aux États-Unis, qui existe depuis le début du XIXe siècle.

### Système éducatif
- Université en Irlande (pays)

### Système de soins
Le système de soins irlandais est perçu comme fortement inégalitaire. Si les citoyens aisés détiennent généralement une assurance privée, les plus modestes sont contraints de s'en remettre à un système public sous-financé. Confrontées aux coupes budgétaires, les structures manquent de moyens, le nombre de patients admis sur un brancard plutôt que sur un lit est élevé, de même que les listes d'attente pour obtenir un rendez-vous chez un spécialiste.

## Logement
La question du logement est devenue une préoccupation majeure dans le pays. Les loyers ont augmenté de 65 % entre 2011 et 2018 en conséquence de la pénurie de logements dans les villes,. La capitale de l'Irlande, Dublin, est la capitale européenne la plus onéreuse pour le montant des loyers.
Le budget de rénovation et de construction de logements sociaux est passé de 1,4 milliard d’euros en 2008 à 167 millions en 2014. En conséquence, les constructions de logements sociaux ont chuté, passant de 5 300 appartements en 2009 à 1000 en 2012 et à 476 en 2015. Le nombre de familles inscrites sur les listes d’attente pour en obtenir un a doublé entre 2005 et 2017. Plutôt que de construire de nouveaux logements, le gouvernement a choisi d'accorder des aides aux locataires du privé, ce qui a eu pour résultat d'aggraver la crise en dopant la demande sans chercher à stimuler l’offre.
Entre 2015 et 2018, le nombre de sans-abris a presque doublé chez les adultes (+ 95 %) et plus que triplé chez les enfants (+ 228 %).

## Culture

### Fêtes et jours fériés
La Saint-Patrick est un événement que l'on fête le 17 mars.

### Littérature
Parmi les écrivains irlandais, on compte Jonathan Swift, Oscar Wilde, Bram Stoker, James Joyce, George Bernard Shaw, Samuel Beckett, William Butler Yeats, Eoin Colfer, John Millington Synge.

### Musique
- Groupes de musique ou artistes : Gavin James, Hozier, Niall Horan, Rory Gallagher, U2, Thin Lizzy,Gary Moore,The Cranberries, The Pogues, Van Morrison, The Corrs, The Boomtown Rats, Sinéad O'Connor, Enya, Westlife, The Script, Flogging Molly, The Chieftains, The Dubliners, The Bothy Band, Planxty, Clannad, Boyzone, Jedward, Therapy?, Damien Rice, Primordial, Chris de Burgh,
- Le pays participe au Concours Eurovision de la Chanson depuis 1965 et a remporté 7 fois le concours (1970, 1980, 1987, 1992, 1993, 1994 et 1996). L'Irlande est le pays ayant le plus de victoires au concours[77].

### Cinéma
- - L'Homme tranquille de John Ford sorti en 1952 ;
  - La Fille de Ryan de David Lean sorti en 1970 ;
  - Barry Lyndon de Stanley Kubrick sorti en 1975 ;
  - Gens de Dublin de John Huston sorti en 1987 ;
  - My Left Foot de Jim Sheridan sorti en 1989 ;
  - Les Commitments de Alan Parker sorti en 1991 ;
  - Le Cheval venu de la mer de Mike Newell sorti en 1994 ;
  - Au nom du père de Jim Sheridan sorti en 1994 ;
  - Michael Collins de Neil Jordan sorti en 1996 ;
  - The Van de Stephen Frears sorti en 1996 ;
  - Le Général de John Boorman sorti en 1997 ;
  - Waking Ned (Vieilles Canailles) de Kirk Jones sortie en 1998 ;
  - Les Cendres d'Angela de Alan Parker sorti en 1999 ;
  - Bloody Sunday de Paul Greengrass sorti en 2002 ;
  - Omagh de Pete Travis sorti en 2004 ;
  - Le vent se lève de Ken Loach sorti en 2006 ;
  - PS I Love You de Richard LaGravenese sorti en 2007 ;
  - Hunger de Steve McQueen sorti en 2008 ;
  - L'Irlandais de John Michael McDonagh sorti en 2011 ;
  - Grabbers de Jon Wright (en) sorti en 2012 ;
  - Jimmy's Hall de Ken Loach en 2014 ;
  - Calvary de John Michael McDonagh sorti en 2014.
- Acteurs et actrices : Daniel Day-Lewis, Pierce Brosnan, Peter O'Toole, Jonathan Rhys-Meyers, Colin Farrell, Evanna Lynch, Fiona Shaw, Pauline McLynn, Devon Murray, Saoirse Ronan, Brendan Gleeson, Domhnall Gleeson, Maureen O'Hara, Richard Harris, Maureen O'Sullivan, Cillian Murphy, Aidan Turner, Stephen Rea, Gabriel Byrne, Colm Meaney, Michael Fassbender, Liam Cunningham, Stuart Townsend, Colin O'Donoghue, Allen Leech, Jamie Dornan, Jack Reynor, Aidan Gillen, Andrew Scott (acteur), Katie McGrath et Paul Mescal

### Sport
Le football gaélique et le hurling sont les sports traditionnels de l'Irlande. Ce sont eux qui drainent le plus de pratiquants et de spectateurs. Ils sont administrés par la GAA sur une base transfrontalière sur toute l'île d'Irlande. Les autres sports gaéliques sont le handball gaélique et le rounders. De cette importance découle le suivi particulier du football australien et de l'International rules football né de la fusion des règles gaéliques et australiennes. La GAA est la propriétaire du plus grand stade d'Irlande, Croke Park, qui avec ses 82 000 places est un des plus grands stades d'Europe.
Le football, souvent appelé Soccer pour faire contraste avec le football (gaélique) est le troisième sport le plus populaire en Irlande. Même si le championnat d'Irlande de football est la compétition nationale, ce sont bel et bien les championnats anglais qui suscitent le plus grand engouement populaire dans le pays. La quasi-totalité des internationaux irlandais y jouent. Le championnat irlandais accueille dans ses rangs une équipe nord-irlandaise, le Derry City FC, exclu de son championnat national au moment des Troubles.
Le rugby à XV vient ensuite en termes de notoriété. Il est organisé tant au niveau national qu'au niveau international sur une base trans-nationale : les clubs et l'équipe nationale ne connaissent pas la frontière entre l'État d'Irlande et l'Irlande du Nord. Bien qu'étant de notoriété bien moindre, le rugby à XIII est également pratiqué en Irlande, sa sélection nationale étant régulièrement qualifiée pour la coupe du monde.
Du côté des personnalités sportives irlandaises en sports individuels, on peut retrouver le pratiquant d'art martiaux mixtes (MMA) Conor McGregor, et les catcheurs/catcheuses de la World Wrestling Entertainment (WWE) : Sheamus, Finn Bálor ou encore Becky Lynch.